# Кириклеевский Майдан
Кириклеевский Майдан — село в Инсарском районе Мордовии в составе Кочетовского сельского поселения.

## География
Находится на расстоянии примерно 2 километра по прямой на юго-запад от районного центра города Инсар.

## История
Упоминается с 1869 года, когда оно было отмечено как казённое село из 264 дворов.

## Население
| 1989 | 2002 | 2010 |
| ---- | ---- | ---- |
| 126  | ↘72  | ↘29  |

Постоянное население составляло 72 человека (русские 86 %) в 2002 году, 29 в 2010 году.